# Eleutherochir mirabilis
Eleutherochir mirabilis är en fiskart som först beskrevs av Snyder, 1911.  Eleutherochir mirabilis ingår i släktet Eleutherochir och familjen sjökocksfiskar. Inga underarter finns listade i Catalogue of Life.